# Hans Oster

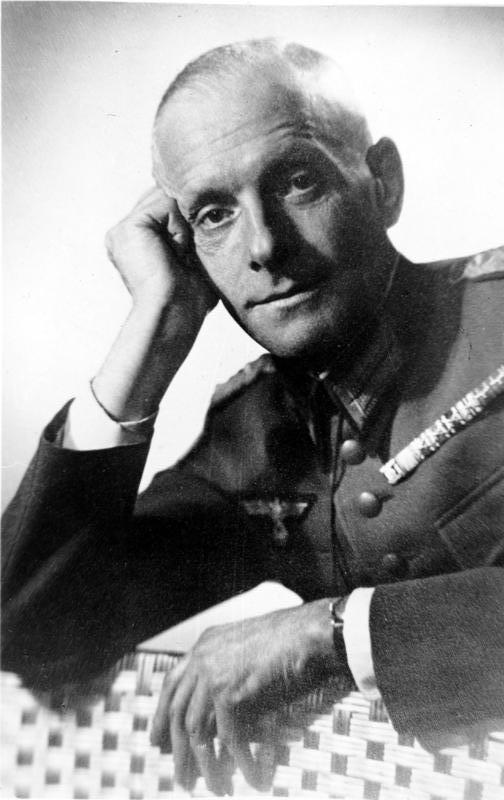
Hans Oster (1939)

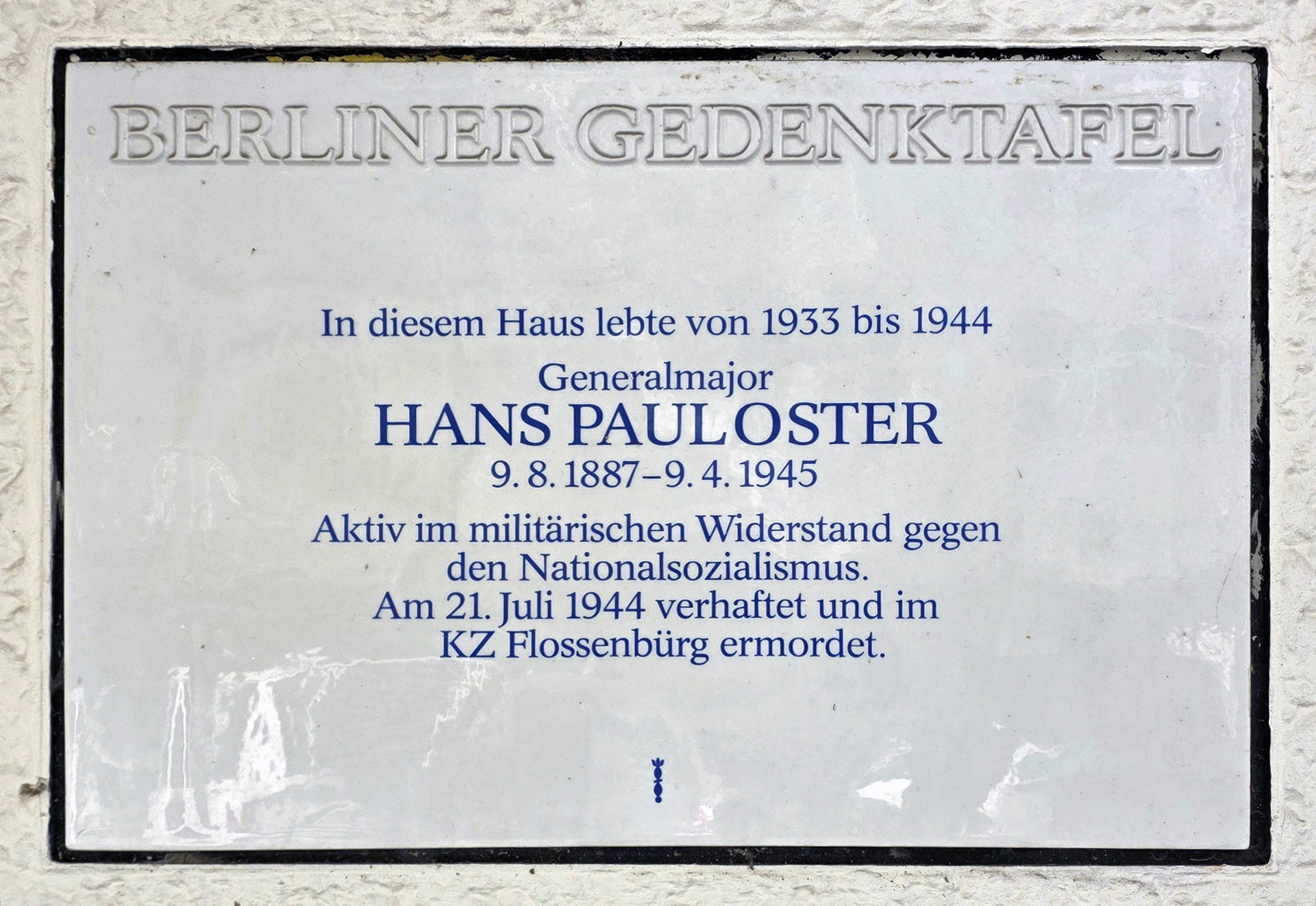
Berliner Gedenktafel am Haus Bayerische Straße 9 in Berlin-Wilmersdorf

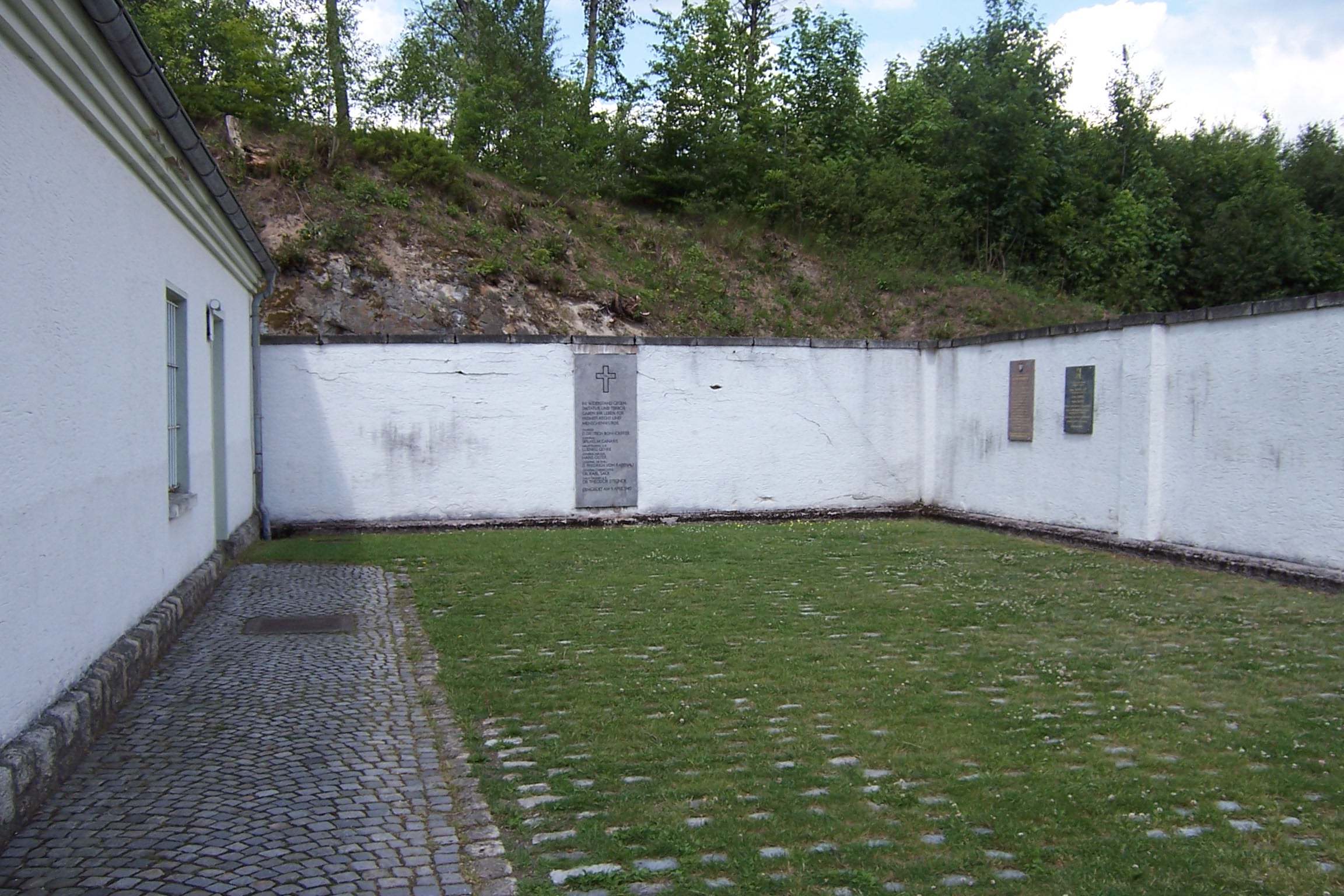
Die Hinrichtungsstelle Osters: der Hof des Arrestblocks im KZ Flossenbürg

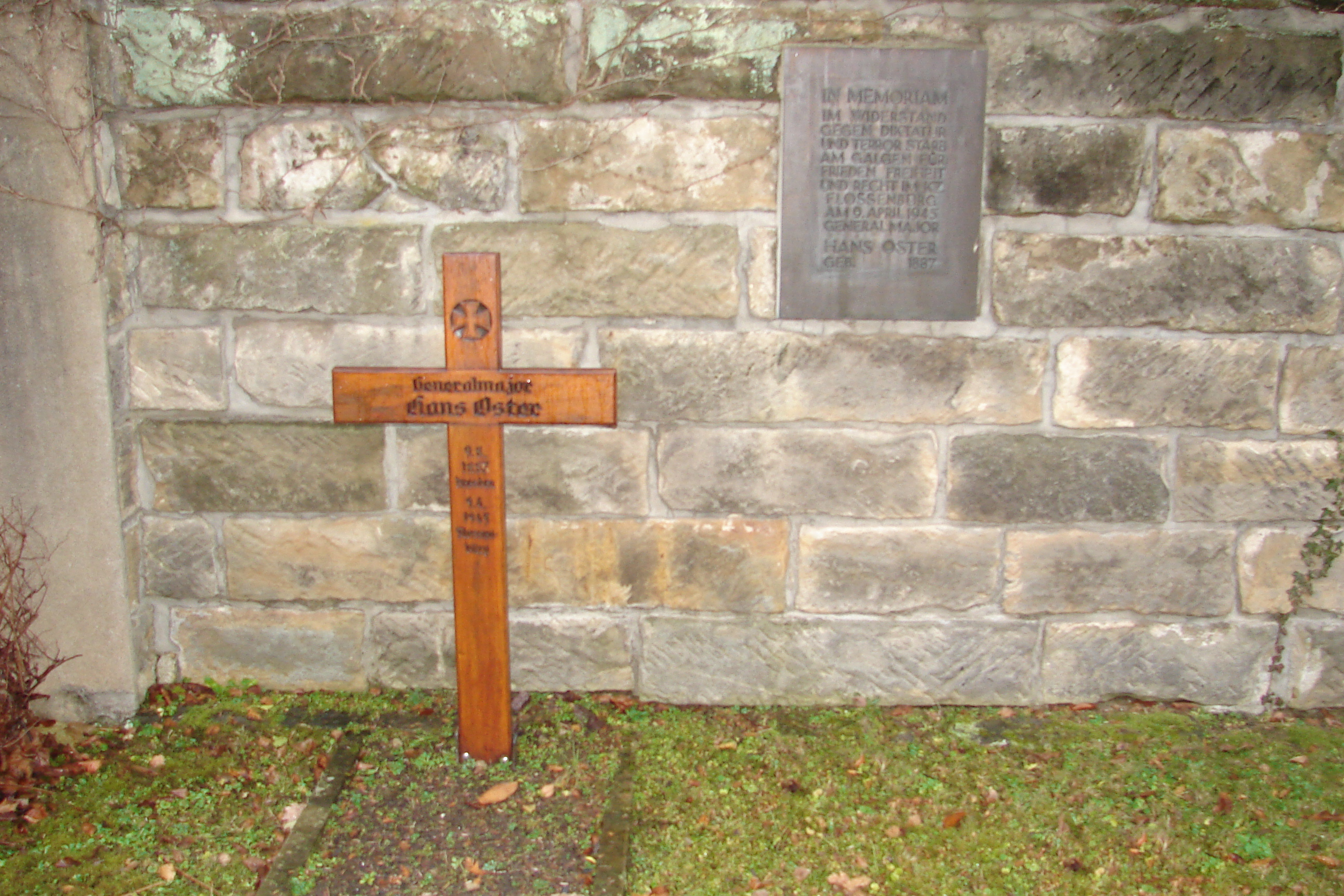
Gedenkstätte für Hans Oster auf dem Dresdner Nordfriedhof

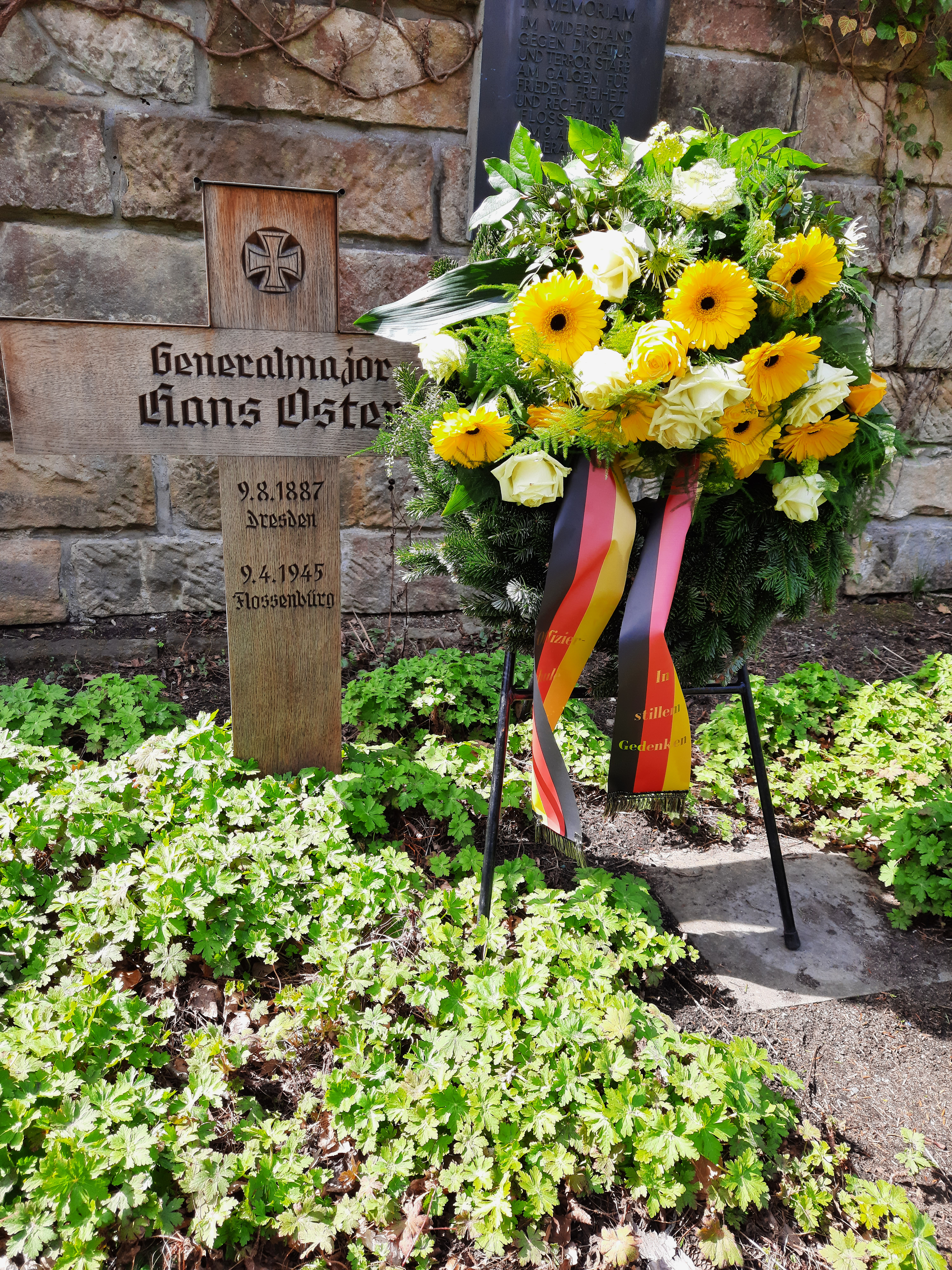
Gedenkstätte für Hans Oster auf dem Nordfriedhof Dresden, 2022

Hans Paul Oster (* 9. August 1887 in Dresden; † 9. April 1945 im KZ Flossenbürg) war ein deutscher Offizier, zuletzt Generalmajor der Wehrmacht, und während des Zweiten Weltkrieges eine der zentralen Persönlichkeiten des militärischen Widerstandes gegen den Nationalsozialismus im Deutschen Reich.

## Leben
Oster stammte aus einer evangelischen Pfarrerfamilie. Sein Vater war Pfarrer der reformierten französischen Gemeinde in Dresden. Nach dem Abitur schlug er die Laufbahn eines Berufsoffiziers ein und trat 1907 als Fahnenjunker ins 4. Königlich Sächsische Feldartillerie-Regiment Nr. 48 ein. Er nahm, zuletzt als Hauptmann im Generalstab der 23. Division (1. Königlich Sächsische), am Ersten Weltkrieg teil und wurde nach Kriegsende in die Reichswehr übernommen. Hier diente er zunächst als Generalstabsoffizier in den Stäben des Wehrkreiskommandos IV (Dresden) bzw. der 4. Division, wo er unter anderem mit Friedrich Olbricht und Erwin von Witzleben zusammenarbeitete. Von 1924 bis 1929 diente er als Batteriechef und Stabsoffizier beim 2. (Preußischen) Artillerie-Regiment in Güstrow und Schwerin. 1929 wurde er, mittlerweile zum Major befördert, in den Stab der 6. Division in Münster versetzt, wo er über mehrere Jahre als Zweiter Generalstabsoffizier tätig war. Im Dezember 1932 war er aufgrund einer „Ehrenangelegenheit“ – einer Beziehung zu der Ehefrau eines Kameraden – gezwungen, den Dienst zu quittieren. Bereits im Mai 1933 erhielt er eine zivile Anstellung im neugebildeten Forschungsamt, einem Nachrichtendienst, der nur dem Namen nach dem Reichsluftfahrtministerium unterstand, und wechselte im Oktober desselben Jahres in die Dienste der Abwehrabteilung des Reichswehrministeriums. Oster, der den Nationalsozialisten bereits vor 1933 ablehnend gegenüberstand, wurde unter anderem durch die Ereignisse des Röhm-Putsches 1934 in seiner Gegnerschaft zur Hitler-Regierung bestärkt.
1935 wurde Oster unter dem neuen Leiter der Abwehrabteilung Wilhelm Canaris als Ergänzungsoffizier zum Leiter des Referats III C 1 (Teil der Gruppe Abwehr Inland) ernannt sowie im selben Jahr zum Oberstleutnant befördert. Bereits in dieser Zeit begann er ein Netzwerk von Kontakten zu Opponenten des NS-Regimes in Staat, Verwaltung und Sicherheitsorganen zu knüpfen. So arbeitete er etwa mit Hans von Dohnanyi und Hans Bernd Gisevius zusammen, um Beweismaterial für einen späteren Prozess gegen die NS-Führung zu sammeln. Ende September 1938 berief ihn Canaris zum Leiter der Zentralabteilung der Abwehr (Personal- und Finanzwesen). Ein beabsichtigter Umsturz von Militärs während der Sudetenkrise 1938, bei dessen Planung Oster eine wichtige Rolle spielte, konnte nicht ausgeführt werden, weil Großbritannien und Frankreich auf der Münchener Konferenz den deutschen Gebietsansprüchen auf das Sudetenland nachgaben und die Krise statt zu einer von den Verschwörern zugleich ersehnten und gefürchteten Zuspitzung zu einer innenpolitischen Stärkung Hitlers führte. 
1939 wurde Oster zum Obersten befördert. Während des Zweiten Weltkrieges leitete er mit Deckung von Canaris die Kontakte zum Oberkommando des Heeres mit Hilfe von Männern wie Helmuth Groscurth und Georg Thomas, die in der Zeit zwischen dem Überfall auf Polen und dem Westfeldzug erneut auf eine Durchkreuzung der nationalsozialistischen Kriegspläne abzielten. Er ging dabei so weit, die Niederlande und Belgien vor dem geplanten deutschen Angriffstermin zu warnen, was noch in der Nachkriegszeit häufig als Vorwurf gegen ihn erhoben wurde. In der Warnung für Bert Sas, den niederländischen Militärattaché in Berlin, schrieb er, das „Schwein“ (damit war Hitler gemeint) sei abgefahren zur Front (im Westen). 1942 erfolgte die Beförderung zum Generalmajor.
Bei der Verhaftung Dohnanyis im April 1943 schöpfte die Gestapo aufgrund des Verhaltens Osters Verdacht. Die Untersuchung erfolgte zunächst nur wegen Devisenvergehen gegen Dohnanyi (er hatte Juden als Agenten getarnt in die Schweiz geschmuggelt und mit Devisen versehen), für die Oster aber sofort die Verantwortung übernahm. Dohnanyi gelang es bei seiner Verhaftung nicht, verfängliche, auf seinem Schreibtisch offen liegende Unterlagen zu beseitigen, und er flüsterte daher dem anwesenden Oster das Wort „Zettel!“ zu. Oster versuchte die Zettel verschwinden zu lassen, wurde aber, wie es später in der Anklageschrift hieß, „sofort zur Rede gestellt und mußte die Zettel wieder herausgeben“. Oster wurde unter Hausarrest gestellt und wenige Tage später aus seiner Stellung in der Abwehr entlassen. Osters Entlassung war der schwerste Rückschlag, den der Widerstand bis dahin erlitten hatte.
Einen Tag nach dem gescheiterten Attentat und Umsturzversuch des 20. Juli 1944 wurde Oster verhaftet, nachdem er als von den Verschwörern vorgesehener Verbindungsoffizier im Wehrkreis IV (Dresden) identifiziert werden konnte. Genau einen Monat vor der militärischen Kapitulation fand im bayerischen KZ Flossenbürg ein Schauprozess unter Vorsitz von Otto Thorbeck statt: Generalmajor Oster sowie Dietrich Bonhoeffer, Karl Sack, Ludwig Gehre und Wilhelm Canaris wurden am 8. April 1945 ohne jeglichen rechtlichen Mindeststandard zum Tode verurteilt. Die Anklage vertrat Walter Huppenkothen, Beisitzer war u. a. Max Koegel, KZ-Kommandant und langjähriges SS-Mitglied. Am 9. April, demselben Tag, an dem im bayerischen KZ Dachau der Widerstandskämpfer Georg Elser exekutiert wurde, fand ihre Hinrichtung durch Hängen statt.
Zur Demütigung der Angeklagten und zur „Belustigung“ der anwesenden SS-Leute mussten sich die fünf Verurteilten entkleiden und völlig nackt zum Galgen gehen. Oster wurde auf dem Nordfriedhof Dresden beigesetzt.

## Rolle im Widerstand
Oster war einer der aktivsten Widerstandskämpfer. Er verriet über zwanzigmal den mehrfach verschobenen geplanten deutschen Angriffstermin auf Holland, Belgien und Frankreich an den befreundeten niederländischen Militärattaché Bert Sas, eine Widerstandshandlung, die nach dem Krieg zu kontroversen Diskussionen über Grenzen des Widerstandsrechts führte. Oster machte aus seinen Motiven kein Geheimnis. Wiederholt sprach er sich offen gegenüber Sas aus. „Man könnte nun sagen“, erklärte er ihm dem Sinne nach, „daß ich ein Landesverräter sei, aber das bin ich in Wahrheit nicht. Ich halte mich für einen besseren Deutschen als all die anderen, die Hitler nachlaufen. Mein Plan ist und meine Pflicht sehe ich darin, Deutschland und damit die Welt von dieser Pest zu befreien.“ Bereits 1938 drängte er auf einen Staatsstreich und die unbedingte Tötung Hitlers und beteiligte sich an mehreren gescheiterten Attentats- und Putschversuchen.
Oster war nach den Planungen im Fall des Gelingens des Attentats vom 20. Juli als Präsident des Reichskriegsgerichts vorgesehen. Der spätere Richter des Bundesverfassungsgerichts Fabian von Schlabrendorff, überlebendes Mitglied des militärischen Widerstands, urteilte, mit Oster habe der Widerstand seinen „Geschäftsführer“ verloren und erst in Claus Schenk Graf von Stauffenberg einen gleichwertigen Nachfolger gefunden.

## Familie
Oster war verheiratet mit Gertrud Knoop, Cousine von Walter Jauch aus einer Bremer Textilindustriellenfamilie, und hatte drei Kinder – zwei Söhne und eine Tochter. Achim Oster, der spätere Generalmajor der Bundeswehr war als Militärattachée in Spanien im Rahmen der Spiegel-Affäre mit der Verhaftung des Spiegel-Redakteurs Conrad Ahlers beauftragt. Sein Bruder Harald Oster, Oberleutnant der Wehrmacht, nahm sich nach der verlorenen Schlacht um Stalingrad das Leben, um der sowjetischen Kriegsgefangenschaft zu entgehen.